# 躑躅色
躑躅色（つつじいろ）は、躑躅の花のような紫味の鮮やかなピンクのこと。アザレアピンク。

## 概要
衣の色目としては古くから非常に人気があった。『うつほ物語』には「つつじ色の下襲」「つつじのこうちぎ」が登場している。『枕草子』にも、冬の下襲、春の汗衫の色目に躑躅が挙げられている。
襲の色目としては諸説あるが、表が蘇芳色で裏が萌黄、または、表が紅梅色で裏が青（緑）など、多くが赤系と緑系の組み合わせである。中倍が入る場合は、表が蘇芳色、中倍が白、裏が萌黄、または表が淡蘇芳、中倍が淡青、裏が淡青などがある。冬から春にかけて着用され、30歳くらいまで着られた。
女性の装束の襲の色目では、4月の衣として、上から表が紅で裏も紅・表が淡紅で裏も淡紅・表が上の衣より薄い淡紅で、裏も同じく上の衣より薄い淡紅・表が青で裏も青・表が淡青で裏が淡青・白もしくは紅の単衣（『満佐須計装束抄』）がある。